# Bartolomeo Veratti
Bartolomeo Veratti (né à Modène le 29 mai 1809 et mort dans la même ville le 2 avril 1889) est un juriste, journaliste et philologue italien surtout connu pour sa contribution à l'histoire de mathématiques.

## Biographie
Bartolomeo Veratti est né à Modène en 1809, premier des onze enfants de Giambattista Veratti, avocat et professeur de droit pénal à l'Université de Modène. Son père a été nommé président de la Cour suprême de justice par le duc François IV, mais est décédé en 1824. Bartolomeo a entrepris la carrière de son père, diplômé en droit en 1831. Dans sa jeunesse, il a rejoint les légitimistes, partisans du duc. Sa « tribune de propagande » est la  Voce della Verità,  (Voix de la Vérité), un journal voulu par François IV après les soulèvements de 1831 où il témoigne de sa forte détermination pour la cause qu'il épouse.
En 1857, il poursuit son activité journalistique en créant et dirigeant les brochures religieuses, littéraires et morales. Il dirige les Mémoires de la Religion, de la Moralité et de la Littérature, fondés par Giuseppe Baraldi dans les premières décennies du siècle et poursuit ses études littéraires et morales.
Bartolomeo Veratti qui  connaissait presque toutes les langues européennes, ainsi que le latin, le grec classique et l'hébreu a écrit des essais dans les domaines de l'histoire, de la philologie et de la langue, qui se trouvent presque tous dans les revues mentionnées ci-dessous.
Il a été professeur de droit à l'Université de Modène et président du Collège des Avocats de Modène jusqu'à la proclamation du royaume d'Italie.
Bartolomeo Veratti est mort à Modène le 2 avril 1889.

## Œuvres
- (it)De' matematici italiani anteriori all'invenzione della stampa, Commentario storico del Cav. B. Veratti all'Eccellenza di D. Baldassarre Boncompagni principe romano, Modène, Tipografia Eredi Soliani, 1860; réimpression: Arnaldo Forni Editore, Sala Bolognese, 1980.
- (it)Sopra la terminologia matematica degli scrittori latini, in «Memorie della R. Accademia di Scienze, Lettere ed Arti di Modena», Tomo V, (1863), Sez. Lettere, p.  3–96 (presentata all'adunanza del 5 giugno 1862).
- (it)Del vaglio d'Eratostene e dell'illustrazione fattane da Samuele Horsley negli Atti della R. Società di Londra, Modène, Tipografia Eredi Soliani, 1860; anche in «Memorie della R. Accademia di Scienze, Lettere ed Arti di Modena», Tomo III, (1861), Sez. Lettere, p.  41–57 (letta nell'adunanza del 29 aprile 1858).
- (it)Delle parole milione, bilione e trilione. (Lezione Accademica), in «Opuscoli Religiosi, Letterari e Morali», Ser. II, Tomo III (1864), p.  291–299.
- (it)Ricerche e congetture intorno all'arithmetica degli antichi romani, in «Opuscoli Religiosi, Letterari e Morali», Ser. II, Tomo II (1863), p.  239–255; p.  361–375; Ser. II, Tomo III (1864), p.  105–119, p.  413–427; Ser. II, Tomo IV (1864), p.  241–251; p.  419–437 (memoria iniziata a leggere il 31 maggio 1855).